# Ziferblat
Ziferblat is een Oekraïense muziekgroep.

## Biografie
De groep werd in 2015 opgericht door Danyil Lesjtsjynskyi, Valentyn Lesjtsjynskyi en Fedir Hodakov. In 2024 nam de groep deel aan Vidbir, de Oekraïense preselectie voor het Eurovisiesongfestival. Met het nummer Place I call home eindigde het drietal als tweede. Een jaar later waagde Ziferblat een nieuwe kans. Met Bird of pray won Ziferblat de nationale finale, waardoor het Oekraïne mag vertegenwoordigen op het Eurovisiesongfestival 2025, dat gehouden zal worden in het Zwitserse Bazel.
2003: Oleksandr Ponomarjov · 
2004: Ruslana · 
2005: GreenJolly · 
2006: Tina Karol · 
2007: Vjerka Serdjoetsjka · 
2008: Ani Lorak · 
2009: Svitlana Loboda · 
2010: Alyosha · 
2011: Mika Newton · 
2012: Gaitana · 
2013: Zlata Ohnevytsj · 
2014: Maria Jaremtsjoek · 
2016: Jamala · 
2017: O.Torvald · 
2018: Mélovin · 
2021: Go_A · 
2022: Kalush Orchestra · 
2023: Tvorchi · 
2024: Alyona Alyona & Jerry Heil · 
2025: Ziferblat